# Tlalcoyunga
Tlalcoyunga är en ort i Mexiko.   Den ligger i kommunen Huauchinango och delstaten Puebla, i den sydöstra delen av landet, 140 km nordost om huvudstaden Mexico City. Tlalcoyunga ligger 2 096 meter över havet och antalet invånare är 146.
Terrängen runt Tlalcoyunga är kuperad åt sydost, men åt nordväst är den bergig. Tlalcoyunga ligger uppe på en höjd. Runt Tlalcoyunga är det tätbefolkat, med 319 invånare per kvadratkilometer. Närmaste större samhälle är Huauchinango, 4,8 km sydost om Tlalcoyunga. I omgivningarna runt Tlalcoyunga växer i huvudsak blandskog.